# Kvartsoscillator

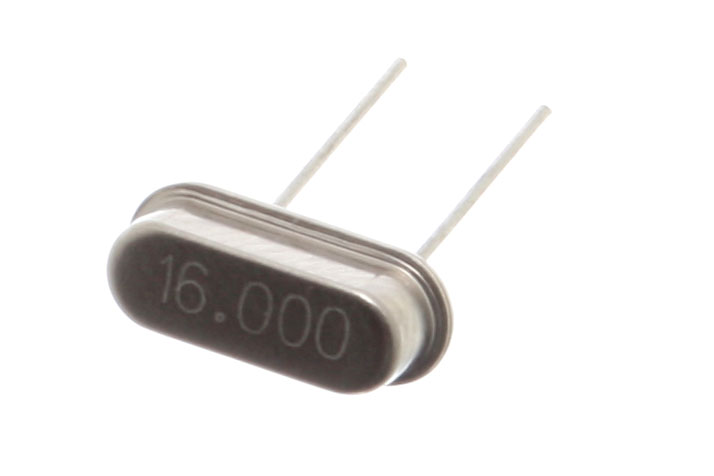
Kvartsoscillator med 16 MHz egenfrekvens.

Kvartsoscillator är en elektrisk komponent som ger ifrån sig signaler (vibrationer) med en mycket konstant frekvens. Kvartsoscillatorer används i olika utrustningar som tidmätare.
Mer än en miljard kvartsoscillatorer produceras årligen i världen och de används i tillämpningar som spänner från armbandsur till avancerade navigationssystem. 
Det finns olika typer och varianter av kristalloscillatorer på marknaden. 
- Oscillatorerna kan vara temperaturkompenserade (TCXO — Temperature Compensated Crystal Oscillator). I en TCXO ingår en sensor för temperatur som används för att generera en korrektionsspänning till oscillatorkretsen. Denna spänning kompenserar för kristallens normala frekvensvariation som funktion av temperaturen.
- I en ugnskompenserad kvartsoscillator (OCXO — Oven Controlled Crystal Oscillator), hålls kristallen, och andra temperaturkänsliga komponenter, under konstant temperatur i en liten ugn. Kristallen är tillverkad för att ha en temperaturkänslighet som är minst runt den temperatur som råder i ugnen. Ugnsoscillatorer kan vara en faktor 100 - 1000 gånger bättre än en okompenserad kvartsoscillator.
- Ett specialfall av den kompenserade kvartsoscillatorn är den mikrodator-kompenserade oscillatorn (MCXO — Microcomputer Compensated Crystal Oscillator). För att reducera känsligheten i frekvens som funktion av temperaturen, använder en MCXO sig av digital kompensationsteknik med hjälp av en inbyggd mikrodator.

## Terminologi
Det som menas med benämningen kvartsoscillator är en oscillatorkrets kombinerad med en kvartskristall/kvartsresonator. Då kvartskritallen är en passiv komponent som ej kan skapa oscillationer av sig självt så används den för att bestämma frekvensen på oscillatorkretsen. Detta är en viktig särskiljning då vissa kretsar som är gjorda för att fungera med en kvartsoscillator kan sluta fungera om man istället kopplar in en kvartskristall/kvartsresonator.